# Lahayède
Lahayède est une ancienne commune française du département des Pyrénées-Atlantiques. Avant 1806, la commune est unie à Saint-Jammes.

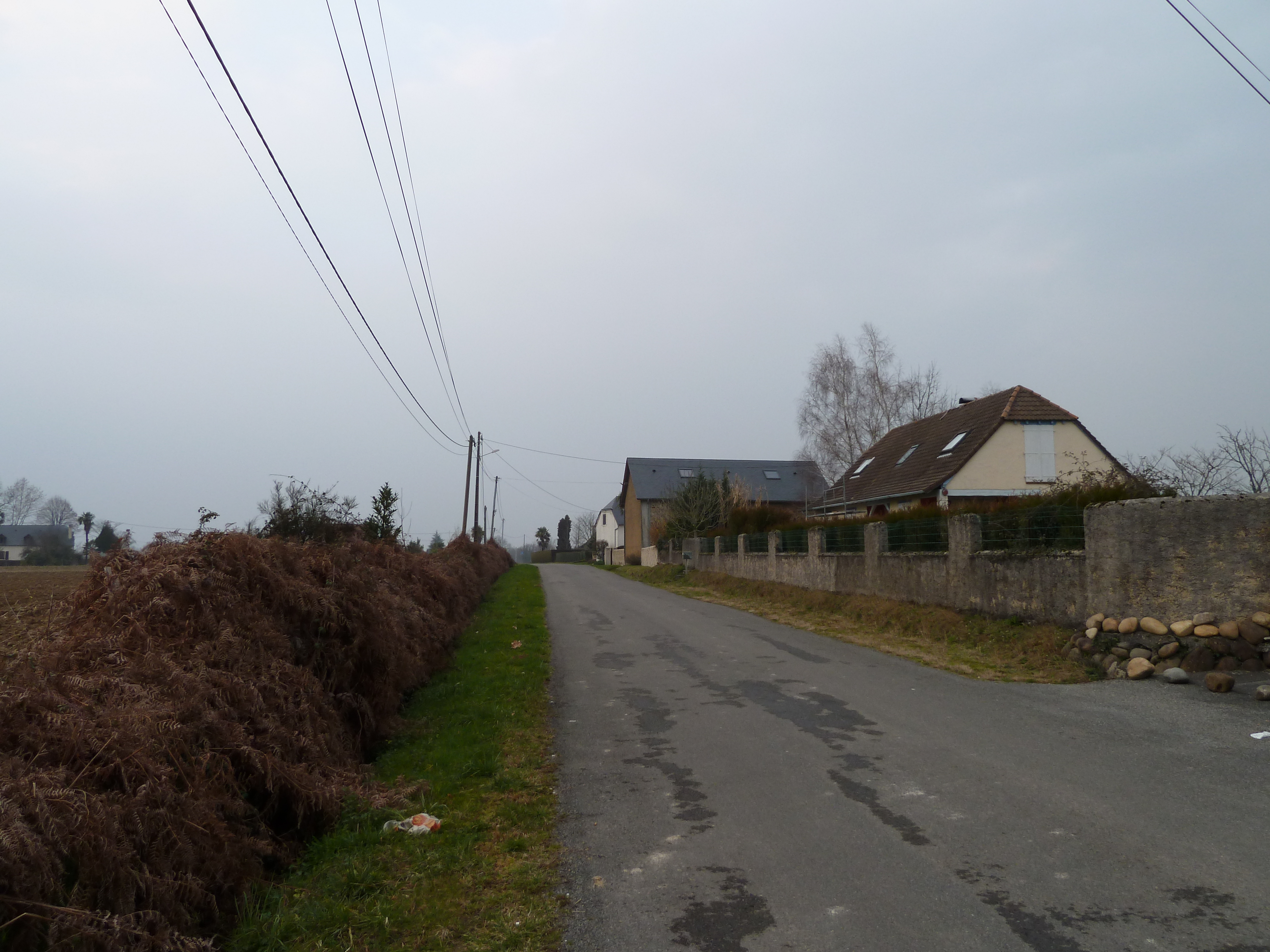
Le village actuel de La Hagède

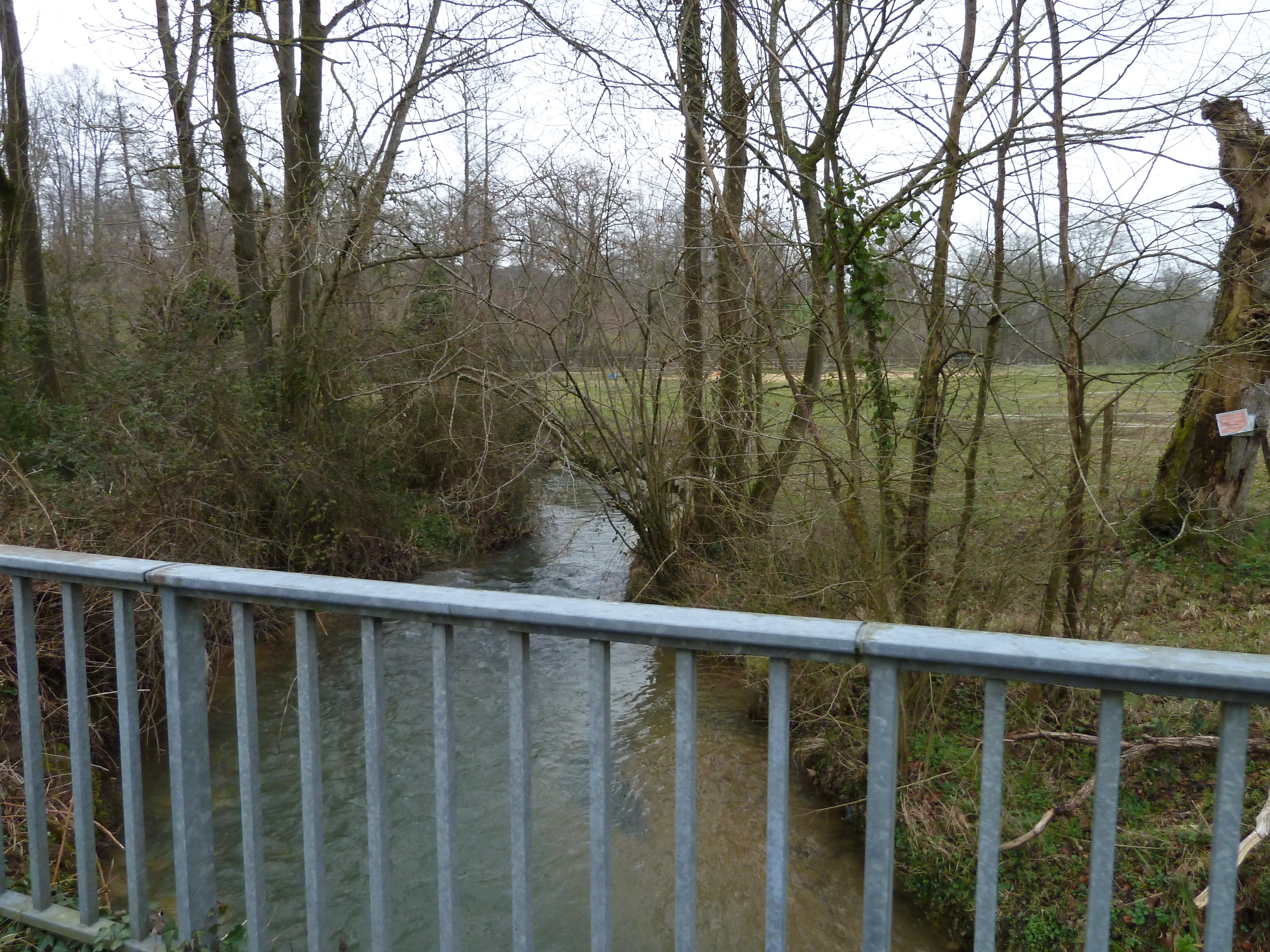
Le ruisseau y passant, la Hagède

## Géographie
Le village est situé à dix kilomètres au nord-est de Pau.

## Toponymie
Le toponyme Hagède, village de Saint-Jammes et primitivement une annexe de Morlaàs, est mentionné sous les formes 
La Fagede et la Fageda (respectivement 1535 et vers 1544, réformation de Béarn), 
La Hayède et la Hajette (respectivement 1731 et 1763, dénombrement de Higuères) et 
Lahayede (1801, Bulletin des Lois).

## Démographie
| 1793 |
| ---- |
| 74   |

## Pour approfondir